# Poros
Poros er lille græsk ø, der ligger i De Saroniske Øer tæt på Athen. Poros er 33 km² og har 4000 indbyggere. Øen har ingen lufthavn, men man kan sejle dertil via Égina, Hydra eller Piræus.
Hovedbyen/Havnebyen, der også hedder Poros, har mange ældre huse, som er bygget op omkring bjerget, der består af tre bakker. De er af vulkanske materialer, der stammer fra vulkanerne på Methana. De små gader snor sig mellem husene. Der findes ikke noget præcist bykort, så selv fastboende kan opdage nye gader, og man kan bruge lang tid på at udforske dem. På den ene bjergtop er der placeret et klokketårn, som for mange turister er en attraktion, man må op til.